# Euploea melitta
Euploea melitta är en fjärilsart som beskrevs av Hans Fruhstorfer 1904. Euploea melitta ingår i släktet Euploea och familjen praktfjärilar. Inga underarter finns listade i Catalogue of Life.